# Ґезіне Шван
Ґезіне Маріанне Шван (нім. Gesine Marianne Schwan; до шлюбу Шнайдер; нар. 22 травня 1943, Берлін) — німецька політологиня і член СДП. З 1977 по 1984 роки — член Комісії з основних цінностей СДП. Після перерви була повернута до складу Комісії з основних цінностей СДП 1996 року. Очолює комітет із 2014 року.
З жовтня 1999 року по вересень 2008 року була головою Європейського університету Віадріна у Франкфурті-на-Одер, заснованого 1991 року. З червня 2010 року по червень 2014 року вона очолювала школу управління цього університету.
2004 і 2009 року Шван балотувалася на посаду федерального президента, обидва рази програвала вибори у першому голосуванні проти Горста Келера. У кандидатському дуеті з Ральфом Штеґнером вона зазнала невдачі у виборах на посаду голови СДП 2019 року.

## Життєпис

### Походження
Дочка вчителя, а згодом радника середньої школи ім. Ганса Р. Шнайдера та його дружини Гільдеґард, політично активної католички, виросла разом із батьками й братом у Берліні — у Рейнікендорфі. Її мати походила з Люблінеця у Верхній Сілезії, яка з 1922 року належить Польщі, і позитивно описувала співіснування німців та поляків у колишньому прусському місті. Її соціально активні батьки належали до протестантських і соціалістичних кіл опору в епоху націонал-соціалізму і в останній рік війни переховували єврейську дівчину. Після війни сім'я агітувала за дружбу з Польщею. Ґезіне Шнайдер закінчила середню школу в Французькій гімназії в Берліні. Там вона була однокласницею Рейнгарда Мея.

### Дослідження
З 1962 року вона вивчала романістику, історію, філософію та політологію у Вільному університеті Берліна та в Фрайбурзькому університеті. Ще студенткою вона почала вивчати польську мову. Завдяки навчальним поїздкам вона побувала у Варшаві та Кракові. Там вона працювала над докторською робою про польського філософа Лешека Коляковського, яку закінчила 1970 року. Коли Колоковський отримав Премію миру німецьких книгарів 1977 року, 34-річна Шван читала похвальну промову на церемонії нагородження у Церкві св. Павла у Франкфурті-на-Майні.

### Академічна кар'єра
1971 року Ґезіне Шван вперше стала науковою співробітницею кафедри політології Вільного Берлінського університету. 1975 року вона завершила габілітацію. З 1977 року вона викладала на посаді професора політології в Інституті ім. Отто Сура у Вільному Берлінському університеті, з 1992 по 1995 роки працювала на посаді декана цього інституту. До сфери її наукових досліджень входять такі теми як політичні теорії і філософія, теорії демократії та політична культура.
Під час своєї професорської діяльності вона проводила дослідження з 1980 по 1981 роки як наукова співробітниця Центру ім. Вудро Вілсона для наукових працівників у Вашингтоні, округ Колумбія, США. Подальші дослідження були 1984 року в Коледжі ім. Робінсона в Кембриджському університеті⁣, а 1998 року в Новій школі соціальних досліджень у Нью-Йорку. З 1985 по 1987 роки вона була головою Німецького товариства політичних наук.
З 1 жовтня 1999 року до 1 жовтня 2008 року вона була президентом Європейського університету Віадріна у Франкфурті-на-Одер.
Ґезіне Шван — викладачка в Академії соціальної демократії.

### Політична кар'єра
Під враженням східної політики Віллі Брандта наприкінці 1960-х Ґезіне Шван вступила до СДП 1972 року. 1977 року вона стала членом Комісії з основних цінностей СДП. На початку 1980-х років, бувши вірною католичкою і антикомуністкою, виступала за подвійне рішення НАТО. Оскільки вона критикувала позицію СДП щодо поводження з комуністичними режимами як «слабку», вона була виключена з Комісії з основних цінностей СДП 1984 року. 1996 року вона знову стала членом комісії. Шван очолює Комісію з основних цінностей СДП з 2014 року.

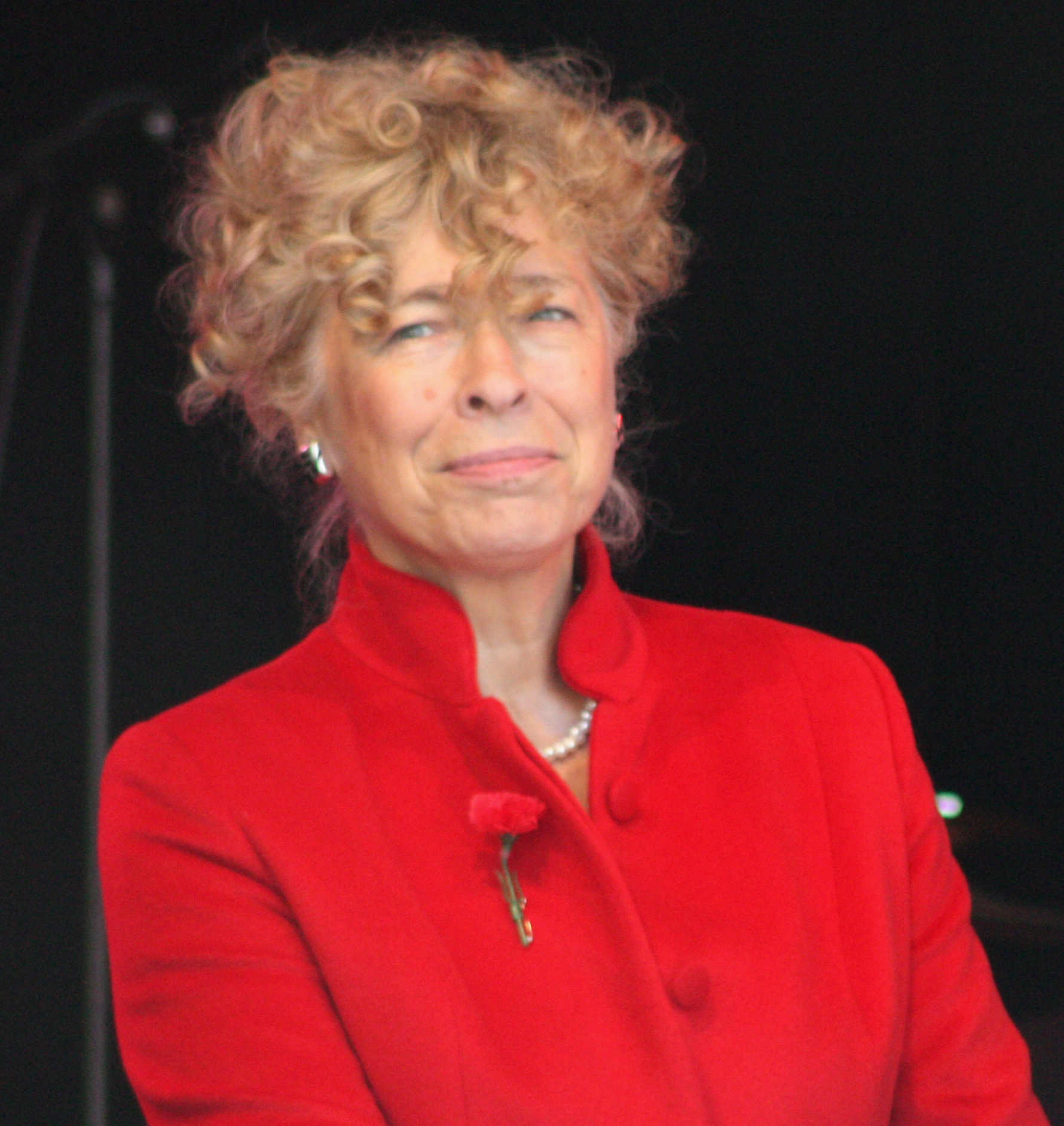
Гесіне Шван у Галле / Заале (2011)

Ґезіне Шван була координаторкою Німецько-польської співпраці федерального уряду з 2004 по 2009 роки. У цій ролі вона виступала за глибше розуміння Польщі у Федеративній республіці й любіювала тіснішу прикордонну співпрацю та співпрацю громадянського суспільства з Польщею. Посада, яку вона займала за уряду Шредера, також залишалася за нею під час правління канцлерка Великої коаліції Ангели Меркель. На цій посаді її замінила державна міністр при Федеральному міністрі закордонних справ Корнелія Піпер.
У вересні 2010 року Шван брала участь у створенні групи Спінеллі, яка прихильна до європейського федералізму.
У серпні 2019 року вона оголосила свою кандидатуру на посаду голови СДП в дуеті зі своїм колегою по партії Ральфом Штеґнером. Дует зайняв останню позицію серед шести пар кандидатів, набравши 9,6 % голосів у першому голосуванні.

### Особисте життя
Під час навчання у Фрайбурзі вона познайомилася з політологом Александром Шваном, з яким вона одружилася у липні 1969 року. З ним вона усиновила двох дітей, іноді разом із ним публікувалася. Александр Шван був членом СДП з 1967 року, а його дружина вступила до партії лише 1972 року. Однак через свій досвід зі студентським рухом він змінив свої погляди у правоцентриський бік. 1978 року він покинув СДП і вступив до ХДС. Протягом цього часу він був провідним членом антикомуністично орієнтованої «Спільноти із надзвичайних ситуацій заради вільного університету». Александр Шван помер 1989 року, залишивши після себе вдову і двох дітей. З 3 вересня 2004 року Ґезіне Шван одружена з Петером Айґеном, засновником антикорупційної організації Transparency International.
Ґезіне Шван називає себе вірною обряду католичкою.

## Твори (вибране)
- Leszek Kolakowski. Eine politische Philosophie der Freiheit nach Marx (Diss. 1970). Kohlhammer, Stuttgart u. a. 1971
- Die Gesellschaftskritik von Karl Marx. Philosophische und politökonomische Voraussetzungen (Habil.). Kohlhammer, Stuttgart u. a. 1974
- (Gemeinsam mit Alexander Schwan) Sozialdemokratie und Marxismus. Zum Spannungsverhältnis von Godesberger Programm und marxistischer Theorie. Hoffmann & Campe, Hamburg 1974
- (Hrsg.) Demokratischer Sozialismus für Industriegesellschaften. Europäische Verlagsanstalt, Köln u. a. 1979
- Sozialismus in der Demokratie? Theorie einer konsequent sozialdemokratischen Politik. Kohlhammer, Stuttgart u. a. 1982
- (Hrsg.) Internationale Politik und der Wandel von Regimen. Heymann, Köln u. a. 1987
- (Hrsg.) Bedingungen und Probleme politischer Stabilität. Nomos, Baden-Baden 1988
- Wissenschaft und Politik in öffentlicher Verantwortung — Problemdiagnosen in einer Zeit des Umbruchs. Zum Gedenken an Richard Löwenthal[de]. Baden-Baden Nomos, 1995
- Politik und Schuld. Die zerstörerische Macht des Schweigens. Fischer, Frankfurt am Main 1997
- Antikommunismus und Antiamerikanismus in Deutschland. Kontinuität und Wandel nach 1945, Nomos, Baden-Baden 1999
- (Hrsg.) Demokratische politische Identität. Deutschland, Polen und Frankreich im Vergleich. Verlag für Sozialwissenschaft, Wiesbaden / Stuttgart 2006, ISBN 978-3531145556
- Vertrauen und Politik: politische Theorie im Zeitalter der Globalisierung. Stiftung Bundespräsident-Theodor-Heuss-Haus[de], Stuttgart 2006[18]
- mit Susanne Gaschke[de]: Allein ist nicht genug. Für eine neue Kultur der Gemeinsamkeit. Herder, Freiburg im Breisgau / Basel / Wien 2007, ISBN 978-3-451-29477-8.
- mit Michael Albus: Ich bin ein leidenschaftlicher Mensch: Vom Mut, Grenzen zu überschreiten. Claudius, München 2015, ISBN 978-3-532-62477-7.
- Umkehren, Genossen! (Gastbeitrag, zeit.de 6. Februar 2017 [Архівовано 12 грудня 2018 у Wayback Machine.])

## Фільм
- Будівельниця мостів. Документація, 30 хв., Сценарій та режисер: Аннете Ваґнер, постановка: SWR, перша трансляція: 6 березня 2007.[19]